# Jakaya Kikwete
Jakaya Mrisho Kikwete (* 7. října 1950, Tanganika) je tanzanský politik, od 21. prosince 2005 do 2015 čtvrtý prezident Tanzanie. Od 31. ledna 2008 do 2. února 2009 byl předsedou Africké unie.
Jeho vyznáním je islám, má manželku Salmu a osm dětí.

## Vyznamenání
- velkokomtur Řádu perly Afriky – Uganda, 2007[1]
- Řád zeleného půlměsíce – Komory, 2009
- řetěz Řádu krále Abd al-Azíze – Saúdská Arábie, 2009
- Řád znamenitosti – Jamajka, 25. listopadu 2009[2]
- Řád Ománu I. třídy, civilní divize – Omán, 2012[3]
- Řád Mwalimu Juliuse Kambarageho Nyerereho – Tanzanie, 2024